# Maria Centracchio
Maria Centracchio, née le 28 septembre 1994 à Castel di Sangro (Italie), est une judokate italienne. 

## Carrière
Maria Centracchio remporte la médaille de bronze des moins de 63 kg aux Jeux européens de 2019 à Minsk ainsi qu'aux Jeux olympiques d'été de 2020 à Tokyo.